# ألان إتش ستيفنسون
ألان إتش ستيفنسون (بالإنجليزية: Allan H. Stevenson)‏ هو كاتب أمريكي، ولد في 20 يونيو 1903، وتوفي في 31 مارس 1970.